# Endre Hadik-Barkóczy

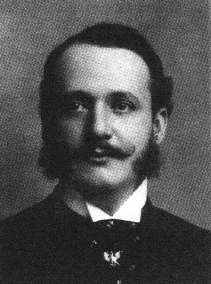
Graaf Endre Hadik-Barkóczy

Graaf Endre Hadik-Barkóczy de Futak et Szala (Pálóc, 1 november 1862 – Boedapest, 4 maart 1931) was een Hongaars politicus, die van 1917 tot 1918 de functie van voorzitter van het Magnatenhuis uitoefende.

## Biografie
De graaf werd als Endre Hadik de Futak geboren in het comitaat Ung, in een rooms-katholieke adellijke familie, die sinds 1763 de titel van graaf voerde. Zijn ouders waren graaf Béla Hadik de Futak, een achteradmiraal en geheimraad, en gravin Ilona Barkóczy de Szala, de enige dochter en erfgename van graaf János Barkóczy. Endre's broer János was kortstondig premier van Hongarije in 1918.
Hij studeerde in Kassa en vervolgens aan de Universiteit van Hohenheim bij Stuttgart. Met de toestemming van keizer-koning Frans Jozef voegde hij in 1887 de familienaam en titel van zijn pas overleden moeder toe aan de zijne. In 1895 trad hij in het huwelijk met gravin Klára Zichy de Zich et Vásonkeő, met wie hij twee kinderen had.
In 1888 werd Hadik-Barkóczy lid van het Magnatenhuis, het hogerhuis van de Hongaarse Rijksdag. In 1891 werd hij Ridder van Eer en Devotie in de Orde van Malta. Het jaar erop werd hij als lid van de Liberale Partij voor Görgő verkozen in het Huis van Afgevaardigden, het Hongaarse lagerhuis, en bleef dit tot 1896. In 1901 werd hij opnieuw in het Huis van Afgevaardigden verkozen, maar namens Michalovce.
Hij kreeg de onderscheiding van geheimraad in 1903. In 1904 verliet hij de Liberale Partij en sloot zich nadien aan bij de Nationale Grondwetpartij. In 1905 nam hij opnieuw deel aan de verkiezingen voor het Huis van Afgevaardigden, maar werd niet verkozen. Hierna zette hij zijn politieke carrière voort in het Magnatenhuis, waarvan hij in 1917 voorzitter werd. In 1918 legde hij dit ambt neer.